# Cheval de sport croate
Croate sang chaud
Le cheval de sport croate (croate : Hrvatski športski konj) et le Croate sang chaud (croate : Hrvatski toplokrvnjak) sont deux stud-books de chevaux de sport très proches, gérés en Croatie. Comme tous les autres chevaux dits « warmblood » européens, ils sont destinés à la pratique des sports équestres. Ils comptent chacun environ 450 sujets enregistrés début 2018.

## Histoire
Très peu d'informations sont connues au sujet de ces deux stud-books. Leur existence n'est en effet mentionnée ni dans l'encyclopédie de CAB International (2016), ni dans la seconde édition de l'ouvrage de l'université de l'Oklahoma recensant les races de chevaux (2007), ni dans l'étude menée par l'université d'Uppsala, publiée en août 2010 pour la FAO, ni dans l'ouvrage de Delachaux et Niestlé prétendant recenser tous les chevaux du monde (2014), ni dans la base de données DAD-IS (2020).
Il existe deux stud-book de chevaux de sport en Croatie, celui du Hrvatski toplokrvnjak (Croate à sang chaud), et celui du Hrvatski športski konj (cheval de sport croate), tous deux élevés dans le même but de façon relativement récente. Cependant, le cheval de sport croate est davantage influencé par la race du Holsteiner, tandis que le Croate sang chaud incorpore une plus grande variété d'origines dans son pedigree. 
Comme la plupart des chevaux de sport européens, ces stud-book résultent de l'incorporation de chevaux issus de divers croisements entre d'autres chevaux de sport européens, sur la base des performances sportives.

## Description
La taille du Hrvatski toplokrvnjak va de 1,56 m à 1,73 m.
L'insémination artificielle est pratiquée sur les juments.
Le Hrvatski toplokrvnjak est sélectionné par la Udruga uzgajivača konja Hrvatski toplokrvnjak, littéralement « association des éleveurs de chevaux croates à sang chaud », qui organise une assemblée annuelle, et est membre de la WBFSH. 

## Utilisations

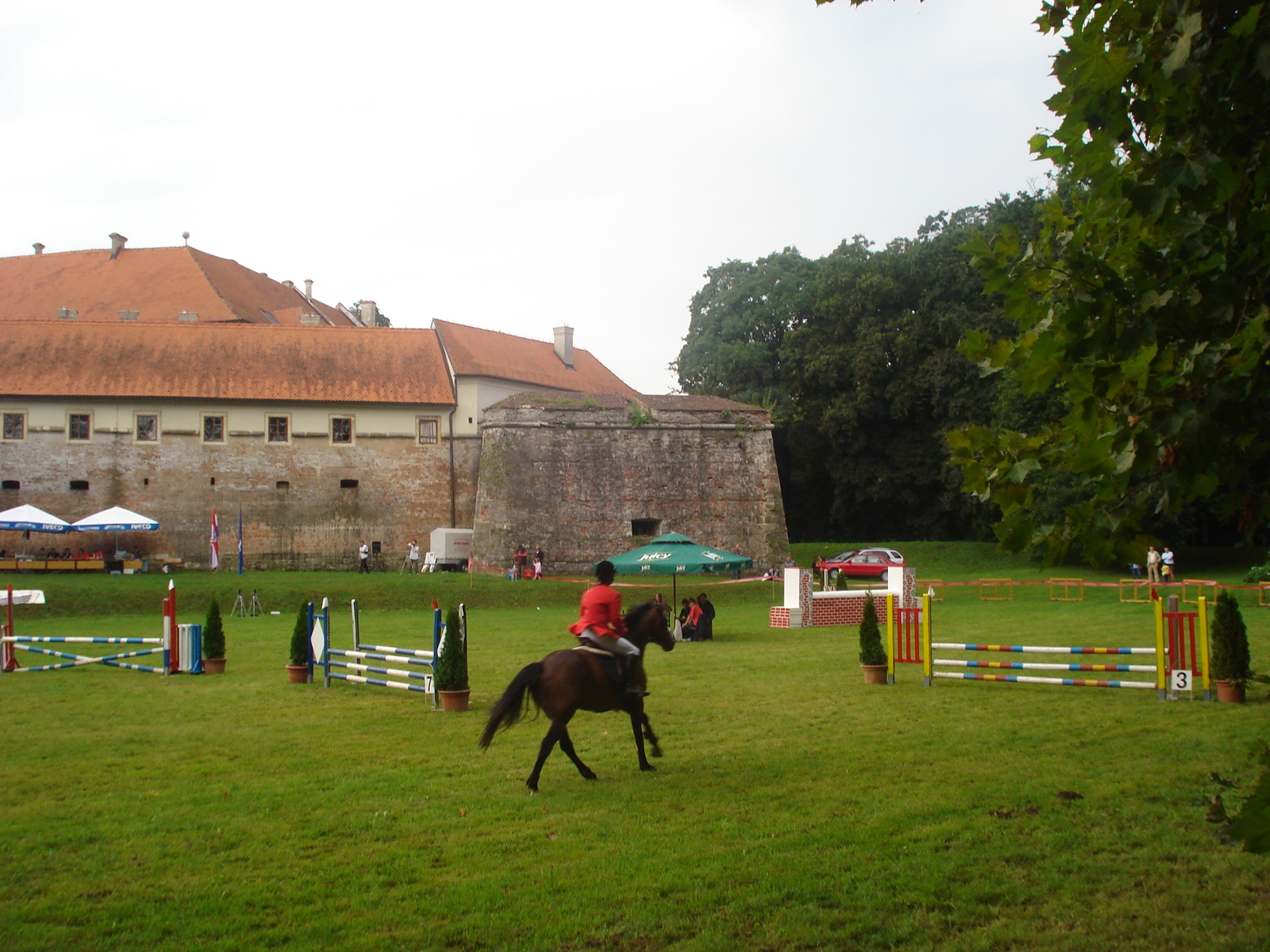
Compétition de saut d'obstacles au château de Zrinski à Čakovec, en Croatie, en 2010.

Ces deux stud-books de chevaux croates sont prioritairement destinés aux pratiques de sports équestres. Le cheval de sport croate est globalement plus performant sur des obstacles d'une hauteur de 100 à 110 cm. De plus, chez les deux stud-books, les juments réalisent de meilleures performances en saut que les étalons et les hongres.

## Diffusion de l'élevage
En 2014, 443 chevaux appartenant au stud-book Hrvatski toplokrvnjak sont recensés ; la plupart sont stationnés dans la région du Grand Zagreb. Les effectifs du cheval de sport croate sont comparables, avec environ 450 sujets enregistrés. En 2018, le Hrvatski toplokrvnjak représente 14 % du total des chevaux de sport recensés par la Fédération croate d'équitation, et le Hrvatski športski konj en représente 11 %.